# Tokat (Provinz)
Tokat ist eine Provinz der Türkei. Ihre Hauptstadt ist das gleichnamige Tokat.

## Geografie
Die Provinzhauptstadt liegt etwa 315 km Luftlinie westlich von Ankara.() Statistisch wird Tokat zur westlichen Schwarzmeerregion (TR8, Bati Karadeniz Bölgesi) gerechnet und ist eine von zehn Provinz, die dort zusammengefasst sind. Die Provinz Tokat nimmt beim Ranking vordere Plätze ein:
- Fläche: 13,58 % der Region – Platz 3[4]
- Bevölkerung: 12,89 % der Region – Platz 2[5]
- Bevölkerungsdichte: Platz 5 (Region: 62,7 Einw. je km²)

Sie grenzt an folgende Provinzen: im Nordwesten an Amasya, im Norden an Samsun, im Nordosten an Ordu, im Südosten und Süden an Sivas sowie im Südwesten an Yozgat.

## Verwaltungsgliederung
Die Provinz gliedert sich in 12 Landkreise:
| Kreis- code 1    | Landkreis        | Fläche 2 (km²) | Bevölkerung (2020) 3 | Bevölkerung (2020) 3       | Anzahl der Einheiten   | Anzahl der Einheiten  | Anzahl der Einheiten | Dichte (Ew./km²) | städt. Anteil (in %) | Sex Ratio 4 | Grün- dungs- da- tum 5, 6 |
| Kreis- code 1    | Landkreis        | Fläche 2 (km²) | Landkreis (İlçe)     | Verwal- tungssitz (Merkez) | Gemein- den (Belediye) | Stadt- viertel (Mah.) | Dörfer (Köy)         | Dichte (Ew./km²) | städt. Anteil (in %) | Sex Ratio 4 | Grün- dungs- da- tum 5, 6 |
| ---------------- | ---------------- | -------------- | -------------------- | -------------------------- | ---------------------- | --------------------- | -------------------- | ---------------- | -------------------- | ----------- | ------------------------- |
| 1129             | Almus            | 1.033          | 23.825               | 5.159                      | 6                      | 33                    | 32                   | 23,1             | 77,41                | 981         | 1954                      |
| 1151             | Artova           | 444            | 8.132                | 4.134                      | 1                      | 7                     | 26                   | 18,3             | 50,84                | 1001        | 1921                      |
| 1883             | Başçiftlik       | 246            | 5.530                | 3.027                      | 2                      | 9                     | 6                    | 22,5             | 89,84                | 969         | 1990                      |
| 1308             | Erbaa            | 1.173          | 98.342               | 70.030                     | 4                      | 44                    | 74                   | 83,8             | 82,35                | 1014        |                           |
| 1679             | Merkez Tokat     | 2.003          | 203.395              | 158.722                    | 5                      | 59                    | 107                  | 101,6            | 83,90                | 993         |                           |
| 1545             | Niksar           | 889            | 61.119               | 36.321                     | 6                      | 47                    | 83                   | 68,8             | 81,30                | 1026        |                           |
| 1834             | Pazar            | 188            | 13.209               | 4.663                      | 2                      | 12                    | 16                   | 70,3             | 64,20                | 1000        | 1987                      |
| 1584             | Reşadiye         | 1.102          | 34.211               | 9.996                      | 6                      | 39                    | 73                   | 31,0             | 75,71                | 1003        |                           |
| 1987             | Sulusaray        | 266            | 7.083                | 4.644                      | 1                      | 4                     | 14                   | 26,6             | 65,57                | 985         | 1990                      |
| 1690             | Turhal           | 940            | 79.776               | 63.133                     | 2                      | 35                    | 52                   | 84,9             | 81,48                | 1050        | 1944                      |
| 1858             | Yeşilyurt        | 280            | 8.871                | 5.649                      | 1                      | 6                     | 16                   | 31,7             | 63,68                | 1047        | 1987                      |
| 1740             | Zile             | 1.480          | 54.368               | 33.513                     | 1                      | 20                    | 114                  | 36,7             | 61,64                | 1025        |                           |
| 60 PROVINZ Tokat | 60 PROVINZ Tokat | 10.044         | 597.861              |                            | 37                     | 315                   | 613                  | 59,5             | 78,96                | 1011        |                           |

## Bevölkerung

### Ergebnisse der Bevölkerungsfortschreibung
Nachfolgende Tabelle zeigt die jährliche Bevölkerungsentwicklung nach der Fortschreibung durch das 2007 eingeführte adressierbare Einwohnerregister (ADNKS). Zusätzlich sind die Bevölkerungswachstumsrate und das Geschlechterverhältnis (Sex Ratio d. h. Anzahl der Frauen pro 1000 Männer) aufgeführt. Der Zensus von 2011 ermittelte 592.481 Einwohner, das sind über 200.000 Einwohner weniger als zum Zensus 2000.

| Jahr | Bevölkerung am Jahresende | Bevölkerung am Jahresende | Bevölkerung am Jahresende | Wachstums- rate der Be- völkerung (in %) | Geschlechter verhältnis (Frauen auf 1000 Männer) | Rang (unter den 81 Provinzen) |
| Jahr | gesamt                    | männlich                  | weiblich                  | Wachstums- rate der Be- völkerung (in %) | Geschlechter verhältnis (Frauen auf 1000 Männer) | Rang (unter den 81 Provinzen) |
| ---- | ------------------------- | ------------------------- | ------------------------- | ---------------------------------------- | ------------------------------------------------ | ----------------------------- |
| 2020 | 597.861                   | 297.311                   | 300.550                   | −2.43                                    | 1011                                             | 35                            |
| 2019 | 612.747                   | 304.938                   | 307.809                   | 0,02                                     | 1009                                             | 34                            |
| 2018 | 612.646                   | 305.977                   | 306.669                   | 1,75                                     | 1002                                             | 34                            |
| 2017 | 602.086                   | 299.519                   | 302.567                   | −0,10                                    | 1010                                             | 34                            |
| 2016 | 602.662                   | 299.262                   | 303.400                   | 1,46                                     | 1014                                             | 34                            |
| 2015 | 593.990                   | 294.381                   | 299.609                   | −0,66                                    | 1018                                             | 35                            |
| 2014 | 597.920                   | 296.867                   | 301.053                   | −0,13                                    | 1014                                             | 34                            |
| 2013 | 598.708                   | 297.166                   | 301.542                   | −2,49                                    | 1015                                             | 34                            |
| 2012 | 613.990                   | 304.742                   | 309.248                   | 0,94                                     | 1015                                             | 33                            |
| 2011 | 608.299                   | 302.449                   | 305.850                   | −1,54                                    | 1011                                             | 34                            |
| 2010 | 617.802                   | 310.193                   | 307.609                   | −1,06                                    | 992                                              | 34                            |
| 2009 | 624.439                   | 311.837                   | 312.602                   | 1,18                                     | 1002                                             | 33                            |
| 2008 | 617.158                   | 306.757                   | 310.401                   | −0,57                                    | 1012                                             | 34                            |
| 2007 | 620.722                   | 309.374                   | 311.348                   | –                                        | 1006                                             | 33                            |
| 2000 | 828.027                   | 418.856                   | 409.171                   |                                          | 977                                              | 26                            |

### Volkszählungsergebnisse
Nachfolgende Tabellen geben den bei den 14 Volkszählungen dokumentierten Einwohnerstand der Provinz Tokat wieder.
Die Werte der linken Tabelle sind E-Books (der Originaldokumente) entnommen, die Werte der rechten Tabelle entstammen der Datenabfrage des Türkischen Statistikinstituts TÜIK – abrufbar über diese Webseite:
| Jahr | Bevölkerung | Bevölkerung | Rang |
| Jahr | Provinz     | Türkei      | Rang |
| ---- | ----------- | ----------- | ---- |
| 1927 | 263.063     | 13.648.270  | 17   |
| 1935 | 309.863     | 16.158.018  | 19   |
| 1940 | 317.919     | 17.820.950  | 20   |
| 1945 | 340.749     | 18.790.174  | 20   |
| 1950 | 388.923     | 20.947.188  | 20   |
| 1955 | 388.303     | 24.064.763  | 21   |
| 1960 | 437.590     | 27.754.820  | 22   |

| Jahr | Bevölkerung | Bevölkerung | Rang |
| Jahr | Provinz     | Türkei      | Rang |
| ---- | ----------- | ----------- | ---- |
| 1965 | 495.352     | 31.391.421  | 22   |
| 1970 | 540.855     | 35.605.176  | 24   |
| 1975 | 599.166     | 40.347.719  | 24   |
| 1980 | 624.508     | 44.736.957  | 24   |
| 1985 | 679.071     | 50.664.458  | 26   |
| 1990 | 719.251     | 56.473.035  | 27   |
| 2000 | 828.027     | 67.803.927  | 26   |

Anzahl der Provinzen bezogen auf die Censusjahre:
- 1927, 1940 bis 1950: 63 Provinzen
- 1935: 57 Provinzen
- 1955: 67 Provinzen
- 1960 bis 1985: 73 Provinzen
- 1990: 73 Provinzen
- 2000: 81 Provinzen

## Politik
Nachfolgende Tabelle zeigt alle 37 Gemeinden (Belediye) der Provinz und deren Kreiszugehörigkeit nach ihrer Einwohnerzahl geordnet (Einwohnerstand: 2020). Von den ursprünglich 76 Belediyes wurden im Jahr 2013 die meisten zu Dörfern zurückgestuft, einige wurden eingemeindet.
Kreisstädte sind fett ausgewiesen, zu jeder Gemeinde wird der am 31. März 2019 gewählte Bürgermeister (Başkan) nebst der Partei aufgelistet. Die meisten Bürgermeister weist die AKP (19) auf.
| Belediye  | Kreis        | Einwohner | Bürgermeister    | Partei |
| --------- | ------------ | --------- | ---------------- | ------ |
| Tokat     | Merkez Tokat | 158.722   | Eyüp Eroğlu      | AKP    |
| Erbaa     | Erbaa        | 70.030    | Ertuğrul Karagöl | MHP    |
| Turhal    | Turhal       | 63.133    | İlker Bekler     | AKP    |
| Niksar    | Niksar       | 36.321    | Özdilek Özcan    | AKP    |
| Zile      | Zile         | 33.513    | Şükrü Sargın     | CHP    |
| Reşadiye  | Reşadiye     | 9.996     | Mustafa Yılmaz   | AKP    |
| Yeşilyurt | Yeşilyurt    | 5.649     | Muhsin Yılmaz    | MHP    |
| Almus     | Almus        | 5.159     | Bekir Özer       | MHP    |
| Pazar     | Pazar        | 4.663     | Erdoğan Yılmaz   | AKP    |
| Sulusaray | Sulusaray    | 4.644     | Necmettin Coruk  | AKP    |
| Tanoba    | Erbaa        | 4.472     | Vural Özdemir    | MHP    |
| Artova    | Artova       | 4.134     | Lütvü Yalçın     | AKP    |
| Bereketli | Reşadiye     | 4.108     | Necaattin Şahin  | MHP    |
| Çat       | Merkez       | 3.897     | Mustafa Çoşar    | MHP    |
| Çamlıbel  | Merkez       | 3.871     | Adem Akgül       | AKP    |
| Üzümören  | Pazar        | 3.817     | İsmail Karakaş   | AKP    |
| Bozçalı   | Reşadiye     | 3.291     | Yücel Gülbahar   | AKP    |
| Karayaka  | Erbaa        | 3.278     | Mehmet Başar     | AKP    |
| Gökal     | Erbaa        | 3.204     | Osman Akbulut    | MHP    |

| Belediye        | Kreis      | Einwohner | Bürgermeister     | Partei |
| --------------- | ---------- | --------- | ----------------- | ------ |
| Serenli         | Niksar     | 3.185     | Nurettin Keleş    | MHP    |
| Hasanşeyh       | Reşadiye   | 3.146     | Recep Külekçi     | AKP    |
| Ataköy          | Almus      | 3.066     | Servet Durmuş     | CHP    |
| Gürçeşme        | Niksar     | 3.064     | Mehmet Çorak      | AKP\|- |
| Başçiftlik      | Başçiftlik | 3.027     | Murat Tunçel      | AKP    |
| Çevreli         | Almus      | 2.871     | Sadiertan Soysal  | MHP    |
| Baydarlı        | Reşadiye   | 2.732     | İlyas Demir       | AKP    |
| Yolkonak        | Niksar     | 2.685     | Nurettin Dinç     | CHP    |
| Cimitekke       | Reşadiye   | 2.629     | Ekrem Gül         | AKP    |
| Akarçay Görümlü | Almus      | 2.622     | Ali Güneş         | CHP    |
| Yazıcık         | Niksar     | 2.592     | Tuncer Uzunoğlu   | CHP    |
| Gölgeli         | Almus      | 2.478     | İbrahim Karahan   | CHP    |
| Kınık           | Almus      | 2.248     | Güven Arslan      | CHP    |
| Emirseyit       | Merkez     | 2.117     | Turan Kapan       | AKP    |
| Güryıldız       | Merkez     | 2.057     | Mustafa Özer      | MHP    |
| Hatipli         | Başçiftlik | 1.941     | Murat Cengiz      | MHP    |
| Şenyurt         | Turhal     | 1.867     | Cafer Ünal Arslan | AKP    |
| Gökçeli         | Niksar     | 1.843     | Mustafa Koyuncu   | AKP    |

## Persönlichkeiten
- Symeon Savvidis (1859–1927), griechischer Maler in München
- Avetik von Tokat (1657–1711), armenischer Patriarch von Konstantinopel
- Hüseyin Akbaş (1933–1989), Ringer
- Kıvırcık Ali (1968–2011), Sänger
- Krikor Balakian (1875–1934), armenischer Bischof
- Uğur Boral (* 1982), Fußballspieler
- Özgür Çek (* 1991), Fußballspieler
- Ekin Deligöz (* 1971), deutsche Politikerin
- Engin Günaydın (* 1972), Schauspieler, Drehbuchautor, Komiker
- Aziz Kocaoğlu (* 1948), Bürgermeister von Izmir
- Nuri Pascha Osman (1832–1900), General der osmanischen Armee
- Mustafa Sabri (1869–1954), der 174. und vorletzte Scheichülislam des Osmanischen Reiches
- Cihan Yılmaz (* 1983), Fußballspieler